# Grèce aux Jeux méditerranéens de 2018
Cet article contient des informations sur la participation et les résultats de la Grèce aux Jeux méditerranéens de 2018 à Tarragone en Espagne.

## Médailles

### Or
| Sport               | Discipline                         | Sportifs                             |
| Médailles d’or : 12 |                                    |                                      |
| Aviron              | Deux de couple hommes              | Stéfanos Doúskos Christos Stergiakas |
| Aviron              | Skiff femmes                       | Aikaterini Nikolaidou                |
| Haltérophilie       | 58 kg Arraché femmes               | Konstantina Benteli                  |
| Haltérophilie       | 85 kg Épaulé-jeté hommes           | Dimitrios Aslanidis                  |
| Lutte               | Libre 53 kg femmes                 | María Prevolaráki                    |
| Natation            | 50 m Nage libre hommes             | Kristián Goloméev                    |
| Natation            | 100 m Dos hommes                   | Apóstolos Chrístou                   |
| Natation            | 50 m Papillon hommes               | Kristián Goloméev                    |
| Natation            | 200 m Quatre nages hommes          | Andréas Vazaíos                      |
| Natation            | Relais 4x100m quatre nages hommes  |                                      |
| Iir                 | Pistolet à air comprimé 10m femmes | Anna Korakaki                        |
| Voile               | Laser femmes                       | Athanasia Fakidi                     |

### Argent
| Sport                   | Discipline                         | Sportifs                                                                |
| Médailles d’argent : 14 |                                    |                                                                         |
| Athlétisme              | Saut en hauteur hommes             | Konstadínos Baniótis                                                    |
| Athlétisme              | 100 mètres femmes                  | Rafailía Spanoudaki-Hatziriga                                           |
| Athlétisme              | 110 mètres haies femmes            | Elisávet Pesirídou                                                      |
| Aviron                  | Deux de couple poids légers hommes | Ioannis Marokos Ninos Nikolaidis                                        |
| Aviron                  | Skiff poids légers femmes          | Thomais Emmanouilidou                                                   |
| Gymnastique rythmique   | Concours individuel femmes         | Eleni Kelaiditi                                                         |
| Haltérophilie           | 58 kg Épaulé-jeté femmes           | Konstantina Benteli                                                     |
| Haltérophilie           | 85 kg Arraché hommes               | Dimitrios Aslanidis                                                     |
| Haltérophilie           | 95 kg Arraché hommes               | Theodoros Iakovdis                                                      |
| Karaté                  | Plus de 68 kg femmes               | Eléni Chatziliádou                                                      |
| Natation                | 4 × 100 m nage libre hommes        | Andréas Vazaíos Dimitrios Negris Apóstolos Chrístou Dimítrios Dimitríou |
| Taekwondo               | Moins de 68 kg hommes              | Konstantinos Chamalidis                                                 |
| Tir                     | Pistolet à air comprimé 10m femmes | Ánna Korakáki                                                           |
| Volley-ball             |                                    |                                                                         |

### Bronze
| Sport                    | Discipline                          | Sportifs                                                                        |
| Médailles de bronze : 21 |                                     |                                                                                 |
| Athlétisme               | 110 mètres haies hommes             | Konstadínos Douvalídis                                                          |
| Athlétisme               | Saut à la perche femmes             | Nikoléta Kiriakopoúlou                                                          |
| Athlétisme               | Lancer du disque femmes             | Hrisoúla Anagnostopoúlou                                                        |
| Aviron                   | Skiff hommes                        | Spyridon Kalentzis                                                              |
| Aviron                   | Skiff poids légers hommes           | Spyridon Giannaros                                                              |
| Boxe                     | Moins de 64 kg                      | Alexandros Tsanikidis                                                           |
| Boxe                     | Moins de 81 kg                      | Polyneikis Kalamaras                                                            |
| Escrime                  | Sabre femmes                        | Despina Georgiadou                                                              |
| Judo                     | Moins de 81 kg hommes               | Alexios Ntanatsidis                                                             |
| Judo                     | Moins de 90 kg hommes               | Theódoros Tselídis                                                              |
| Lutte                    | Moins de 87 kg gréco-romaine Hommes | Dimitrios Tsekeridis                                                            |
| Natation                 | 50 m Dos hommes                     | Apóstolos Chrístou                                                              |
| Natation                 | 200 m Dos hommes                    | Apóstolos Chrístou                                                              |
| Natation                 | 200 m Papillon hommes               | Stefanos Dimitriadis                                                            |
| Natation                 | 200 m Papillon hommes               | Andréas Vazaíos                                                                 |
| Natation                 | 50 m Dos femmes                     | Theodóra Drákou                                                                 |
| Natation                 | 50 m Papillon femmes                | Ánna Dountounáki                                                                |
| Natation                 | 4 × 100 m quatre nages femmes       | Vasiliki Stavroula Baka Theodóra Drákou Maria Thaleia Drasidou Ánna Dountounáki |